# Savoy Truffle
«Savoy Truffle» és una cançó interpretada per The Beatles i escrita per George Harrison. Forma part del seu àlbum The Beatles (més conegut com a The White Album) del 1968.

## Origen i lletra
Harrison la va escriure com un tribut a l'addicció a les xocolates del seu amic Eric Clapton, i va derivar el títol i moltes de les línies del tema d'una caixa de bombons d'una marca anomenada Mackintosh Good News. Savoy Truffle era el nom d'un de les xocolates, així com Cream Tangerine, Montelimart i Coffee Dessert. Se suposa que tots els noms indicats són autèntics, excepte la crema de cirera (Cherry cream) i el dolç de coco (Cocunut fudge).
El cor But you'll have to have them all pulled out after the Savoy Truffle ("Però hauran de treure-te'ls tots després del Savoy Truffle") és una referència a la deterioració d'una dent per haver menjat molts dolços. La línia We all know Ob-La-Di Ob-La-Da ("Tots coneixem Ob-La-Di Ob-La-Da") es refereix a la cançó escrita per Paul McCartney «Ob-La-Di Ob-La-Da», la qual apareix abans en el mateix àlbum.

## Gravació
The Beatles van gravar la primera presa de «Savoy Truffle» el 3 d'octubre de 1968 i la mescla final va estar finalitzada el 14 d'octubre. Es van utilitzar sis saxofonistes (dos barítons i quatre tenors) que es van disgustar quan Harrison va decidir distorsionar el seu so.
La cançó està en la pista tres de la cara B del segon disc de vinil, mentre que en el format de CD, es troba en la desena pista del disc dos.

## Personal
- George Harrison: Veu, guitarra acústica (Gibson J-200), guitarra elèctrica (Gibson Les Paul "Lucy")
- Ringo Starr: Bateria (Ludwig Super Classic)
- Paul McCartney: Baix (Rickenbacker 4001s) i cors
- Chris Thomas: Piano elèctric (Höhner Pianet C), orgue (Hammond RT-3)
- Ronald Ross: Saxo baríton
- Bernard George: Saxo baríton
- Art Ellefson: Saxo tenor
- Danny Moss: Saxo tenor
- Harry Klein: Saxo tenor
- Derek Collins: Saxo tenor[8]